# Spółgłoska zwarta
Spółgłoski zwarte powstają, gdy w czasie artykulacji dochodzi do blokady przepływu powietrza przez jamę ustną i nosową (zwarcia, implozji), po czym następuje gwałtowne jej przerwanie (rozwarcie, wybuch, eksplozja, plozja). Spółgłoski zwarte z plozją nazywa się spółgłoskami zwarto-wybuchowymi.
Spółgłoski zwarte należą do najbardziej rozpowszechnionych dźwięków w językach świata. Prawie wszystkie języki posiadają głoski [p, t, k], a wyjątkowych wypadkach, gdy którejś z nich brak, zwarcie krtaniowe ([ʔ]) ma status fonemu.

## Artykulacja
W artykulacji spółgłosek zwarto-wybuchowych można wyróżnić następujące fazy:
- implozja – w jamie ustnej dochodzi do zablokowania przepływu powietrza,
- zwarcie – napływające z płuc powietrze zatrzymuje się przed utworzoną blokadą,
- plozja – narastające ciśnienie przerywa zaporę, dochodzi do eksplozji.

Spółgłoski zwarte mogą też być artykułowane bez plozji. W języku wietnamskim wygłosowe spółgłoski zwarte wymawiane są bez plozji.
Spółgłoski zwarte, w szczególności bezdźwięczne, mogą też być wymawiane z przydechem.
Zwartym spółgłoskom bezdźwięcznym może towarzyszyć dodatkowe zwarcie strun głosowych, mówi się wtedy o spółgłoskach ejektywnych.

## Przykłady
W alfabecie fonetycznym IPA wymienione są m.in. następujące spółgłoski zwarte:
- dwuwargowe
  - [p] (posłuchajⓘ), [b] (posłuchajⓘ)
- przedniojęzykowe
  - [t] (posłuchajⓘ ), [d] (posłuchajⓘ)
- przedniojęzykowe z retrofleksją
  - [ʈ] (posłuchajⓘ), [ɖ] (posłuchajⓘ)
- środkowojęzykowe
  - [c] (posłuchajⓘ), [ɟ]
- tylnojęzykowe
  - [k] (posłuchajⓘ), [ɡ] (posłuchajⓘ)
- języczkowe
  - [q] (posłuchajⓘ), [ɢ] (posłuchajⓘ)
- nagłośniowa
  - [ʡ]
- krtaniowa (zwarcie krtaniowe)
  - [ʔ] (posłuchajⓘ)

## Terminologia
Spółgłoski zwarte z plozją to inaczej spółgłoski zwarto-rozwarte, spółgłoski plozywne. Spółgłoski zwarte razem ze spółgłoskami nosowymi i zwarto-szczelinowymi tworzą wspólnie klasę spółgłosek okluzywnych (od łac. occlusio – „zamknięcie”).